# Vaux (Moselle)
Vaux település Franciaországban, Moselle megyében. Lakosainak száma 786 fő (2022. január 1.). Vaux Ars-sur-Moselle, Gravelotte, Jouy-aux-Arches, Jussy és Moulins-lès-Metz községekkel határos.

## Népesség
A település népessége az elmúlt években az alábbi módon változott:
| Lakosok száma | 844  | 818  | 827  | 798  | 805  | 810  | 816  | 810  | 786  |
|               | 2013 | 2015 | 2016 | 2017 | 2018 | 2019 | 2020 | 2021 | 2022 |